# Corbu (Costanza)
Corbu è un comune della Romania di 5 781 abitanti, ubicato nel distretto di Costanza, nella regione storica della Dobrugia.
Il comune è formato dall'unione di 3 villaggi: Corbu, Luminița, Vadu.